# Пастерник (Нижньосілезьке воєводство)
Пастерник (пол. Pasternik, нім. Hinterheide) — село в Польщі, у гміні Ґромадка Болеславецького повіту Нижньосілезького воєводства.
Населення — 131 особа (2011).
У 1975-1998 роках село належало до Легницького воєводства.

## Демографія
Демографічна структура станом на 31 березня 2011 року:
|          | Загалом | Допрацездатний вік | Працездатний вік | Постпрацездатний вік |
| -------- | ------- | ------------------ | ---------------- | -------------------- |
| Чоловіки | 68      | 14                 | 49               | 5                    |
| Жінки    | 63      | 5                  | 39               | 19                   |
| Разом    | 131     | 19                 | 88               | 24                   |